# Ernst Bormann
Ernst Bormann (* 5. November 1897 in Kirchbrak; † 1. August 1960 in Düsseldorf) war ein deutscher Generalmajor der Luftwaffe im Zweiten Weltkrieg.

## Leben
Bormann trat nach dem Reifezeugnis an der Herzoglichen Großen Schule (Gymnasium) in Wolfenbüttel am 17. August 1915 während des Ersten Weltkriegs als Freiwilliger und Fahnenjunker in das Reserve-Infanterie-Regiment Nr. 82 ein. Dort avancierte er im weiteren Kriegsverlauf bis zum 21. März 1917 zum Leutnant und Kompanieoffizier. Nach erfolgreicher Absolvierung der Flugzeugführerausbildung bei der Fliegerersatzabteilung 7 vom 22. März bis zum 23. Oktober 1917 wurde er am 24. Oktober 1917 zur Fliegerersatzabteilung 12 kommandiert. Vom 22. Dezember 1917 bis zum 7. Januar 1918 folgte ein kurzfristiger Aufenthalt im Armeeflugpark 9. Vom 8. Januar bis zum 20. April 1918 war Bormann Flugzeugführer bei der Fliegerabteilung 42. Nach einer kurzen Abkommandierung zum Flugzeugpark 6 wurde er am 4. Mai als Flugzeugführer zur Jagdstaffel 2 „Boelcke“ versetzt. Dort diente er bis zur Demobilisierung des Geschwaders auf dem Fliegerhorst Brieg, Ende März 1919. Insgesamt erzielte er während des Krieges 17 Luftsiege.
Vom 24. März 1919 bis zum 31. März 1920 diente Bormann als Kompanieoffizier im Reichswehr-Infanterie-Regiment 72 der Vorläufigen Reichswehr, ehe er mit dem Charakter als Oberleutnant aus dem aktiven Dienst ausschied.
Anschließend studierte Bormann und wurde zum Dr.-Ing. promoviert.
Vom 1. August 1925 bis Ende September 1930 war er Lehrer an der geheimen Fliegerschule in Lipezk (Sowjetunion), später auch in Deutschland. Am 1. September 1934 wurde er offiziell als Hauptmann in der im geheimen Aufbau begriffenen Luftwaffe reaktiviert. Bis Ende März 1935 war er Referent im Reichsluftfahrtministerium. Zum 1. April 1935 wurde er als Staffelkapitän zum Kampfgeschwader Boelcke versetzt und stieg am 1. Januar 1938 zum Major auf. Im Juni 1938 wechselte er als Kommandeur der III. Gruppe zum Jagdgeschwader Richthofen.  
Vom 1. November 1938 bis Ende Juli 1940 war Bormann Kommandeur der III. Gruppe im Lehrgeschwader 1 in Greifswald und bei Beginn des Zweiten Weltkriegs am Überfall auf Polen beteiligt. Er avancierte Mitte Juli 1940 zum Oberstleutnant, wurde am 1. August 1940 Kommandeur der Flugzeugführerschule Gablingen bei Augsburg und am 26. Februar 1941 zum Kommodore des Kampfgeschwaders 76. In dieser Stellung stieg er Anfang April 1941 zum Oberst auf und nahm ab Juni 1941 beim Angriff auf die Sowjetunion teil. Am 5. Oktober 1941 wurde Bormann mit dem Ritterkreuz des Eisernen Kreuzes und am 3. September 1942 mit dem Eichenlaub zum Ritterkreuz des Eisernen Kreuzes (119. Verleihung) ausgezeichnet. Ab 8. Januar 1943 diente Bormann einige Wochen als Kommandeur der Kampfverbände der Luftflotte 4, wurde jedoch schon am 1. Februar 1943 zum Fliegerführer Krim ernannt. Von Ende Juni 1943 bis Ende September 1944 stand Bormann für verschiedene Kommandos und Sonderaufgaben zur Verwendung. Am 1. Oktober 1944 wurde er Generalmajor und Flughafen-Bereichskommandant in Mähren, wo er am 10. Mai 1945 in sowjetische Kriegsgefangenschaft geriet.
Am 9. Oktober 1955 wurde er aus dem Kriegsgefangenenlager 5110/48 Woikowo entlassen. Er zählte damit zu den letzten deutschen Kriegsheimkehrern.